# 2002年度叱咤樂壇流行榜頒獎典禮得獎名單
2002年度叱咤樂壇流行榜頒獎典禮於2003年1月1日晚上八時在灣仔香港會議展覽中心新翼Hall 3舉行。

## 得獎名單

### 叱咤樂壇至尊歌曲大獎
- 好心分手 - 盧巧音
  - 作曲：雷頌德
  - 填詞：黃偉文
  - 編曲：Ted Lo、雷頌德
  - 監製：雷頌德
  - 唱片：《賞味人間》

### 專業推介．叱十大
| 排名   | 歌曲         | 歌手           | 作曲   | 填詞              | 編曲           | 監製      |
| ------ | ------------ | -------------- | ------ | ----------------- | -------------- | --------- |
| 第二位 | 人來人往     | 陳奕迅         | 陳輝陽 | 林 夕             | 陳輝陽         | 陳輝陽    |
| 第三位 | 女人之苦     | 許志安         | 陳輝陽 | 林 夕             | 陳輝陽         | 陳輝陽    |
| 第四位 | 爭氣         | 容祖兒         | 陳輝陽 | 林 夕             | 陳輝陽         | 陳輝陽    |
| 第五位 | 日與夜       | 張學友、林憶蓮 | 陳輝陽 | 黃偉文            | 陳輝陽         | 陳輝陽    |
| 第六位 | 劃火柴       | 陳曉東         | 陳曉東 | 黃仲凱、芝See菇Bi | Eric Kwok      | Eric Kwok |
| 第七位 | 不歡而散     | 陳小春         | 林宇中 | 黃偉文            | 包小松         | 金培達    |
| 第八位 | 回到過去     | 周杰倫         | 周杰倫 | 劉畊宏            | 林邁可         | 周杰倫    |
| 第九位 | 再見露絲瑪莉 | 何韻詩         | 黃丹儀 | 黃偉文            | 黃丹儀、英師傅 | 英師傅    |
| 第十位 | 高妹正傳     | 梁詠琪         | 梁詠琪 | 黃偉文            | 張人傑         | 趙增熹    |

### 叱咤樂壇我最喜愛的歌曲大獎
- 好心分手 - 盧巧音
  - 作曲：雷頌德
  - 填詞：黃偉文
  - 編曲：Ted Lo、雷頌德
  - 監製：雷頌德

### 叱咤樂壇我最喜愛的男歌手
- 許志安
  - 演繹歌曲：讓愛

### 叱咤樂壇我最喜愛的女歌手
- 楊千嬅
  - 演繹歌曲：笑中有淚

### 叱咤樂壇我最喜愛的組合
- Twins
  - 演繹歌曲：戀愛大過天

### 叱咤樂壇至尊唱片大獎
- 《The Line Up》- 陳奕迅
- 唱片監製：陳輝陽／王雙駿
  - 大碟上榜歌曲：明年今日、隨意門、人來人往
  - 演繹歌曲：隨意門

### 叱咤樂壇男歌手
- 金獎：陳奕迅
  - 上榜歌曲：他一個人、不知所謂、五星級迫爆、細路、給愛麗斯、謝謝儂、孤兒仔、明年今日、隨意門、人來人往、Lonely Christmas
  - 演繹歌曲：明年今日
- 銀獎：許志安
  - 上榜歌曲：受不了、徒然、孤家寡人、奪鏢、晚安歌、昨遲人、讓愛、羅馬、乞丐王子、女人之苦
- 銅獎：陳小春
  - 上榜歌曲：一句到尾、丟、至高無上、不歡而散、失戀王

### 叱咤樂壇女歌手
- 金獎：楊千嬅
  - 上榜歌曲：假如讓我說下去、向左走向右走、Mr.、金曲當年情、What We Want、楊千嬅、閃靈、笑中有淚
  - 演繹歌曲：楊千嬅
- 銀獎：容祖兒
  - 上榜歌曲：Heartbeat、說真的、啜泣、怯、一面之緣、抱抱、爭氣
- 銅獎：何韻詩
  - 上榜歌曲：天使藍、水花四濺、未來、勁愛你、Shampoo、再見露絲瑪莉

### 叱咤樂壇組合
- 金獎：Shine
  - 上榜歌曲：祖與占、一一、去吧!旺角揸Fit人、勁愛你、熊貓、18相送、燕尾蝶
  - 演繹歌曲：燕尾蝶
- 銀獎：at17
  - 上榜歌曲：我愛班房、The Best Is Yet To Come、你有自己一套、始終一天
- 銅獎：Twins
  - 上榜歌曲：戀愛大過天、孖寶668、大浪漫主義、二人世界盃、眼紅紅、Ichiban興奮、大紅大紫、風箏與風

### 叱咤樂壇作曲人大獎
- 陳輝陽
  - 作曲上榜作品15首：愛不釋手、你有心、喜歡戀愛、心肝命椗、K歌之王、我太好人、怯、給愛麗斯、人來人往、爭氣、上一次流淚、相愛很難、日與夜、抱抱、女人之苦

### 叱咤樂壇填詞人大獎
- 林夕
  - 填詞上榜作品69首：從前 以後、好、如果你知我苦衷、Ichiban興奮、Ba Ba、心肝命椗、夜遊杜拜、孤家寡人、兩男一女、最好你走、啜泣、輸得漂亮、愛不釋手、武林中人、我得你、你有心、風箏與風、豬骨湯麵、迷你、大紅大紫、還你門匙、戅男、你要懂得欺騙自己、I Want To Be、天橋、K歌之王、How I Miss U、天下無雙天啦地啦、住家甜品、假如讓我說下去、非走不可、喜歡戀愛、眼紅紅、一週年、戀愛大過天、啟示錄、心寒、大勝無限番、時光中飛舞、戀愛神經、夜有所夢、有幾壞、向左走向右走、愛在他們的天空、娛樂無窮、我發誓以後、冥想、我有權投、無間道、英雄、我哋、娛樂妳朋友、禮物、傷逝、明年今日、謝謝儂、上一次流淚、女人之苦、人來人往、抱抱、爭氣、讓愛、給愛麗斯、楊千嬅、閃靈、怯、笑中有淚、相愛很難、天生天養

### 叱咤樂壇編曲人大獎
- 陳輝陽
  - 編曲上榜作品15首：愛不釋手、I Want To Be、你有心、壞孩子的天空、喜歡戀愛、心肝命椗、跳傘、給愛麗斯、人來人往、爭氣、相愛很難、日與夜、明年今日、抱抱、女人之苦

### 叱咤樂壇監製大獎
- 陳輝陽
  - 監製上榜作品19首：愛不釋手、I Want To Be、你有心、輸得漂亮、壞孩子的天空、喜歡戀愛、心肝命椗、食妳落肚、怯、跳傘、給愛麗斯、人來人往、爭氣、上一次流淚、相愛很難、日與夜、明年今日、抱抱、女人之苦

### 叱咤樂壇唱作人大獎
- 金獎：黃貫中
  - 上榜唱作歌曲：Lady、自由人、駛乜死、同根、Play It Loud、離開我吧
  - 演繹歌曲：Play It Loud
- 銀獎：周杰倫
  - 上榜唱作歌曲：世界末日、簡單愛、最後的戰役、半島鐵盒、半獸人、回到過去
- 銅獎：梁詠琪
  - 上榜唱作歌曲：繼續愛、我們的永遠、高妹正傳

### 叱咤樂壇生力軍男歌手
- 金獎：胡彥斌
  - 上榜歌曲：和尚、超時空愛情、包袱
  - 演繹歌曲：和尚
- 銀獎：余文樂
  - 上榜歌曲：全面收購、還你門匙、我哋
- 銅獎：蕭正楠
  - 上榜歌曲：眼光獨到、分手前最後一句話、接受我

### 叱咤樂壇生力軍女歌手
- 金獎：關心妍
  - 上榜歌曲：亂了情人、負擔不起、考驗、你有心
  - 演繹歌曲：你有心
- 銀獎：許哲珮
  - 上榜歌曲：汽球、白色婚禮、想念
- 銅獎：鄭希怡
  - 上榜歌曲：相對濕度、花心機、有心人、燈隔熱

### 叱咤樂壇生力軍組合
- 金獎：Shine
  - 上榜歌曲：祖與占、一一、去吧!旺角揸Fit人、勁愛你、熊貓、18相送、燕尾蝶
  - 演繹歌曲：祖與占
- 銀獎：at17
  - 上榜歌曲：我愛班房、The Best Is Yet To Come、你有自己一套、始終一天
- 銅獎：Cookies
  - 上榜歌曲：心急人上、紅組加油!!、宇宙最強、曲奇聖誕歌

### 雷霆樂壇班霸
- 英皇娛樂集團有限公司

### 四台聯頒音樂大獎 - 大碟獎
- 《美麗的一天》- 劉德華